# 沖縄国際大学短期大学部
沖縄国際大学短期大学部（おきなわこくさいだいがくたんきだいがくぶ、英語: Okinawa International University Junior College）は、沖縄県宜野湾市宜野湾276-2に本部を置いた私立短期大学である。

## 概要

### 大学全体
- 沖縄県宜野湾市に所在した日本の私立短期大学で、設置主体は学校法人沖縄国際大学[1]。
- 1959年に財団法人コザ学園によって琉球国際短期大学として開学し、沖縄が日本国土に復帰した1972年に沖縄国際大学短期大学部となる、4学科[注 1]で入学定員は各学科第一部・第二部とも各50名であった。
- 1995年度の入学生を最後に[注釈 4]廃止する[2]。

### 教育および研究
- 「実践的な専門教育」と「良き社会人を育成すること」を教育目標に、経済学・商学・国文学・英文学を教授した。
- 一般教育科目に「沖縄研究」があった[3]。

## 沿革
- 1959年
  - 6月15日 財団法人コザ学園による琉球国際短期大学の設置が認可される[注 2]。申請時下記5学科[6]。
    - 国文学科
    - 英文学科
    - 商学科
    - 経営学科
    - 生活科
- 1960年
  - 4月1日 設置の母体である財団法人の名称を以下に変更する[7]。
    - コザ学園→琉球国際短期大学
- 1962年
  - 3月6日 国際大学短期大学部に改称[注 3]。
- 1967年
  - 4月1日 設置の母体を学校法人国際学園に組織変更される[7]。3学科となる[5]。
    - 国文学科
      - 第一部 入学定員50名
      - 第二部 入学定員50名

    - 英文学科
      - 第一部 入学定員100名
      - 第二部 入学定員50名

    - 商学科
      - 第一部 入学定員50名
      - 第二部 入学定員50名
- 1968年
  - 5月1日 学生数[8]/定員
    - 第一部 201/★
    - 第二部 380/★
- 1971年
  - 5月1日 学生数[9]/定員
    - 591/★

  - 5月15日 沖縄の復帰に伴う文部省関係法令の特別措置に関する政令で、日本の学校教育法による短期大学として認可される[注 4]。4学科となる[注 5]。
    - 国文科
      - 第一部 入学定員50名[注釈 5]
      - 第二部

    - 英文科
      - 第一部[注釈 5]
      - 第二部[注釈 5]

    - 経済科
      - 第一部[注釈 5]
      - 第二部[注釈 5]

    - 商科
      - 第一部[注釈 5]
      - 第二部[注釈 5]
- 1973年
  - 5月1日 学生数[15]/定員
    - 国文科 
      - 第一部 82[注釈 6]/100　
      - 第二部 46[注釈 7]/100　

    - 英文科
      - 第一部 98[注釈 8]/100　
      - 第二部 73[注釈 9]/100

    - 経済科 
      - 第一部 66[注釈 10]/100
      - 第二部 130[注 6]/100

    - 商科
      - 第一部 190[注 7]/100
      - 第二部 127[注釈 11]/100
- 1975年
  - 4月1日 以下の学科は学生募集を最終とする[注 8]。
    - 国文科第二部
    - 英文科第二部

  - 5月1日 学生数[19]/定員
    - 国文科 
      - 第一部 186[注釈 12]/100
      - 第二部 48[注釈 13]/100

    - 英文科
      - 第一部 179[注釈 14]/100
      - 第二部 60[注 9]/100

    - 経済科 
      - 第一部 167[注釈 15]/100
      - 第二部 164[注 10]/100

    - 商科
      - 第一部 403[注 11]/100
      - 第二部 168[注釈 16]/100
- 1976年
  - 5月1日 学生数[20]/定員
    - 国文科 
      - 第一部 169[注釈 8]/100　
      - 第二部 16[注釈 8]/50

    - 英文科
      - 第一部 150[注釈 17]/100
      - 第二部 23[注 12]/50

    - 経済科 
      - 第一部 162[注釈 18]/100
      - 第二部 122[注 13]/100

    - 商科
      - 第一部 433[注 14]/100
      - 第二部 117[注 15]/100
- 1977年
  - 5月1日 学生数[21]/定員
    - 国文科 
      - 第一部 161[注釈 17]/100
      - 第二部 3[注釈 19]/-

    - 英文科
      - 第一部 145[注 16]/100
      - 第二部 2[注 17]/-

    - 経済科 
      - 第一部 174[注釈 15]/100
      - 第二部 109[注 18]/100

    - 商科
      - 第一部 449[注 19]/100
      - 第二部 105[注釈 20]/100
- 1978年
  - 5月1日 学生数[22]/定員
    - 国文科 
      - 第一部 143[注釈 6]/100
      - 第二部 -/-

    - 英文科 128[注釈 7]/100
      - 第二部 -/-
      - 第二部 -/-

    - 経済科 
      - 第一部 145[注 20]/100
      - 第二部 90[注釈 12]/100

    - 商科
      - 第一部 455[注 21]/100
      - 第二部 72[注釈 9]/100
- 1979年
  - 5月1日 学生数[23]/定員
    - 国文科 138[注 22]/100
    - 英文科
      - 第一部 126[注釈 7]/100
      - 第二部 -/-

    - 経済科 
      - 第一部 143[注 23]/100
      - 第二部 67[注 24]/100

    - 商科
      - 第一部 421[注釈 20]/100
      - 第二部 77[注 25]/100
- 1983年
  - 3月31日 に下記を廃止する[注 26]。
    - 国文科第二部
    - 英文科第二部
- 1985年
  - 5月1日 学生数[29]/定員
    - 国文科 197[注釈 7]/100
    - 英文科 212[注 27]/100
    - 経済科 
      - 第一部 207[注釈 12]/100
      - 第二部 129[注釈 21]/100

    - 商科
      - 第一部 186[注釈 22]/100
      - 第二部 188[注 28]/100
- 1986年
  - 5月1日 学生数[30]/定員
    - 国文科 203[注釈 8]/100
    - 英文科 213[注釈 8]/100　
    - 経済科 
      - 第一部 215[注釈 18]/100
      - 第二部 177[注 29]/100

    - 商科
      - 第一部 161[注釈 13]/100
      - 第二部 205[注 30]/100
- 1987年
  - 5月1日 学生数[31]/定員
    - 国文科 191[注釈 23]/100
    - 英文科 198[注釈 14]/100
    - 経済科 
      - 第一部 205[注釈 11]/100
      - 第二部 169[注 31]/100

    - 商科
      - 第一部 180[注釈 12]/100
      - 第二部 170[注釈 16]/100
- 1992年
  - 5月1日 学生数[注 32]/定員
    - 国文科 182[注釈 9]/100
    - 英文科 177[注 33]/100
    - 経済科 
      - 第一部 178[注 34]/100
      - 第二部 168[注 35]/100

    - 商科
      - 第一部 177[注釈 10]/100
      - 第二部 157[注 36]/100
- 1995年
  - 4月1日 短期大学の学生募集を最終とする[注釈 4]。
  - 5月1日 学生数[34]/定員
    - 国文科 145[注 37]/100
    - 英文科 144[注釈 24]/100
    - 経済科 
      - 第一部 150[注 38]/100
      - 第二部 160[注 39]/100

    - 商科
      - 第一部 139[注釈 24]/100
      - 第二部 162[注 40]/100
- 1996年
  - 5月1日 学生数[35]/定員
    - 国文科 68[注釈 17]/50
    - 英文科 65[注釈 12]/50
    - 経済科 
      - 第一部 68[注 41]/50
      - 第二部 81[注釈 21]/50

    - 商科
      - 第一部 65[注釈 22]/50
      - 第二部 79[注 42]/50
- 1997年
  - 5月1日 学生数[36]/定員
    - 経済科 
      - 第一部 3[注釈 25]/-
      - 第二部 1[注釈 25]/-

    - 商科
      - 第一部 5[注釈 23]/-
      - 第二部 14[注釈 19]/-
- 1999年
  - 12月22日 大学を廃止する[2]。

## 基礎データ

### 所在地・キャンパス
- 沖縄県宜野湾市宜野湾276-2[注釈 1]

### 象徴
- 沖縄国際大学短期大学部のカレッジマークは右記資料にあり[37]。

## 教育および研究

### 組織

#### 学科
- 国文科
  - 第一部[注釈 26]
  - 第二部[注釈 27]
- 英文科
  - 第一部[注釈 26]
  - 第二部[注釈 27]
- 経済科
  - 第一部[注釈 26]
  - 第二部[注釈 26]
- 商科
  - 第一部[注釈 26]
  - 第二部[注釈 26]

#### 専攻科
- なし

#### 別科
- なし

#### 取得資格
- 教職課程で中学校教諭二種免許状が修得可能[3]。
  - 国語：国文科[注釈 28]
  - 英語：英文科[注釈 28]
  - 社会：経済科（Ⅰ部・Ⅱ部。、商科（Ⅰ部・Ⅱ部）

### 研究
- 『沖縄国際大学短期大学部記念論集』[注釈 3]

## 大学関係者と組織

### 大学関係者一覧

#### 出身者
- 宮島真一（タレント）
- 島袋俊夫（政治家）
- 崎濱綾子（気象予報士）

## 対外関係

### 関係校
- 沖縄大学
- 沖縄大学短期大学部

### 系列校
- 沖縄国際大学

## 進路

### 就職
- 全日空商事など一般企業。

### 編入学･進学
- 沖縄国際大学へ編入学制度があった。